# Claire Palley
Claire Dorothea Taylor Palley OBE (sinh ngày 17 tháng 2 năm 1931) là một người nghiên cứu luật và luật sư người Nam Phi chuyên về luật hiến pháp và nhân quyền. Bà trở thành giáo sư luật tại Đại học Queen's Belfast năm 1970, khiến bà trở thành người phụ nữ đầu tiên trở thành giáo sư luật ở Anh và là người đầu tiên trở thành trưởng khoa của một trường luật ở Anh vào năm 1971, cũng tại Đại học Queen's Belfast. Bà chuyển đến làm giáo sư luật tại Đại học Kent năm 1973, và sau đó là Hiệu trưởng Trường St Anne's, Oxford từ năm 1984 đến năm 1991. Bà cũng đã tư vấn về luật hiến pháp ở Nam Rhodesia, Síp và Bắc Ireland, và từng là đại diện của Vương quốc Anh trong Tiểu ban Liên hợp quốc về phòng chống phân biệt đối xử và bảo vệ người thiểu số.

## Tuổi thơ và đời tư
Palley sinh ra ở Nam Phi vào năm 1931, trong một gia đình Do Thái. Cha của bà Arthur Aubrey Swait được sinh ra ở Anh vào năm 1895. Ông phục vụ trong Thế chiến thứ nhất với tư cách là một tay đua xe đạp trước khi được đưa vào làm trung úy thứ hai trong Quân đoàn Bay Hoàng gia. Ông di cư đến Nam Phi và kết hôn với Cecile Audrey Nathan tại Johannesburg vào tháng 12 năm 1929; Cecile là con gái của luật sư Manfred Nathan. Bà có một em gái, Anne Christine, người sau này, với tư cách là Anne Routier, trở thành Ủy viên Quốc hội của Đảng ở Nam Phi, và cũng phục vụ trong Ủy ban Hiến pháp và Ủy ban Nhân quyền Nam Phi.
Bà lớn lên ở Durban và theo học tại Durban Girls 'College. Sau đó, bà bắt đầu học vi sinh tại Đại học Cape Town, nhưng chuyển sang học luật trong năm đầu tiên. Bà tốt nghiệp với bằng cử nhân và bằng LLB.
Bà kết hôn với Ahrn Palley vào năm 1952; anh ta khoảng 17 tuổi và đã trở thành bác sĩ y khoa trước khi trở thành luật sư khi còn là một sinh viên trưởng thành tại Đại học Cape Town. Họ chống lại apartheid và chuyển đến Nam Rhodesia vào cuối những năm 1950. Ahrn Palley được bầu làm Nghị sĩ ở Nam Rhodesia năm 1958 cho Đảng Thống trị đối lập. Ông trở thành một ứng cử viên độc lập, và được tái đắc cử vào năm 1962 với tư cách là Người độc lập duy nhất. Ông đã phản đối chính phủ Rhodesia lãnh đạo từ năm 1962 đến 1970 và phản đối Tuyên ngôn độc lập đơn phương của Rhodesia năm 1965.
Gia đình Palley có năm người con trai. Họ đã ly dị năm 1985.